# یان مک‌فرسون
یان مک‌فرسون (انگلیسی: Ian McPherson؛ ۲۶ ژوئیه ۱۹۲۰ – ۲۰ مارس ۱۹۸۳) بازیکن فوتبال اهل بریتانیا بود.
وی همچنین برندهٔ جوایزی همچون مدال صلیب پرواز ممتاز (بریتانیا) شده‌است.
از باشگاه‌هایی که در آن بازی کرده‌است می‌توان به باشگاه فوتبال نوتس کانتی، باشگاه فوتبال بدفورد تاون، باشگاه فوتبال برنتفورد، باشگاه فوتبال آرسنال، باشگاه فوتبال کمبریج یونایتد، و باشگاه فوتبال نوتس کانتی اشاره کرد.